# A Messinai-szoros hídja

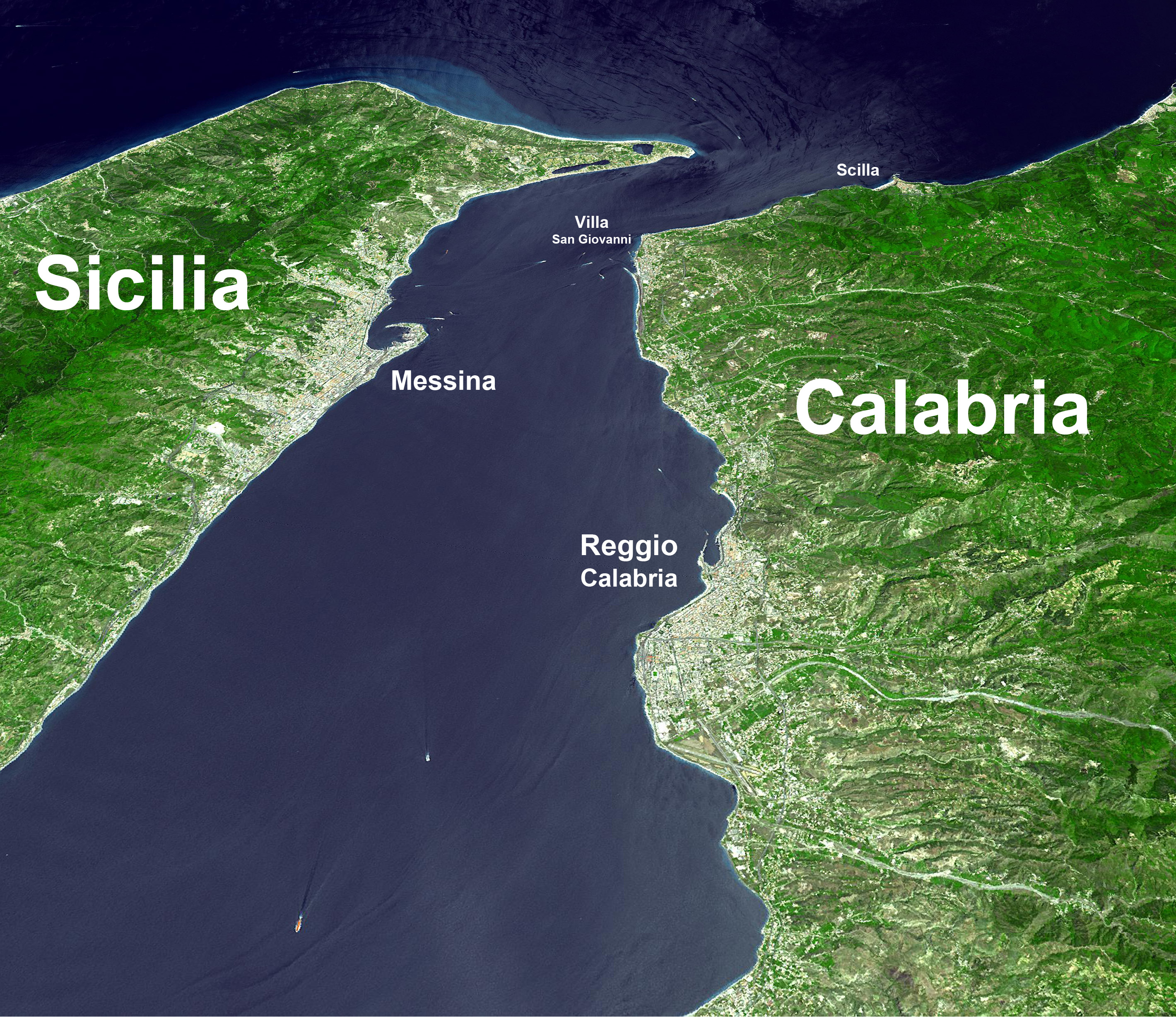
A híd tervezett helye

A Messinai-szoros hídja egy régóta tervezett függőhíd a Messinai-szoroson, amely összeköti a messinai Torre Farro városát és a calabriai Villa San Giovanni kikötővárost Szicília és az Appennini-félsziget között Olaszországban. A tervek szerint a hídon autópálya és vasút is átvezet majd, mely része a transzeurópai vasúthálózatnak. 2013-ban a tervet bizonytalan időre felfüggesztették.
Bár a hídra már az ókorban is tettek javaslatot, csak az 1990-es években készült részletes terv egy függőhídról. A projektet 2006-ban Romano Prodi miniszterelnök idején törölték. 2009. március 6-án azonban Silvio Berlusconi miniszterelnök kormánya egy hatalmas új közmunkaprogram részeként bejelentette, hogy a Messinai híd építése valóban meg fog valósulni, és 1,3 milliárd eurós hozzájárulást ígért a híd 6,1 milliárd euróra becsült összköltségéhez. 2013. február 26-án Mario Monti miniszterelnök kormánya költségvetési korlátok miatt ismét törölték a projektet. Egy évtizeddel később a projektet Giorgia Meloni kormányának 2023. március 16-i rendeletével újra életre keltették, amely 2023. március 31-én kapott elnöki jóváhagyást.
A tervek szerint az előkészítő munkálatok 2025 őszén elkezdődnek, az építkezés pedig várhatóan 2026-ban. A hídon mindkét oldalán három autósáv lenne és egy kétvágányú vasúti sín, ami óránként 6000 autó és napi 200 vonat áthaladását teszi majd lehetővé. Ezzel az átkelés ideje 10 percre csökkenne a mostani 100 percről.
A híd a világ leghosszabb függőhídja lenne, majdnem megduplázva a törökországi 1915 Çanakkale híd híd legnagyobb támaszközét. A híd a transzeurópai közlekedési hálózat (TEN-T) Berlin-Palermo vasúti tengelyének (1. vonal) része lenne.

## Kritikák
A híd a földrengések hatása, a szorosban lévő erős áramlatok, a madárvonulási útvonalak megzavarásával kapcsolatos aggodalmak, valamint a Cosa Nostra és az 'Ndrangheta maffiacsoportok beszivárgása miatt a terület építési projektjeibe ellentmondásos volt.
A híd támogatói a hidat hatalmas munkahelyteremtő programnak és a turizmus fellendítésének tekintik. Az ellenzők azonban megkérdőjelezik a híd prioritását, azt állítva, hogy ha a kormány inkább a szicíliai utak hatékonyabbá tételére koncentrálna, az autósok a híd költségeinek töredékéért gyorsabban elérhetnék a tengerpartot. Mások úgy vélik, hogy a híd teljesen felesleges, mivel a helyi gazdaság már most is gondoskodik arról, hogy a helyi volt NATO Comiso repülőtér kereskedelmi terminállá alakítsák át, hogy Észak-Európába exportálhassák a zöldségeket. Alternatívaként a jelenlegi infrastruktúra sokkal olcsóbb átalakítása elegendő lenne (például a calabriai oldalon lévő kompvonalakat a teherautók most csak úgy tudják megközelíteni, hogy nagyon szűk utcákon keresztül haladnak, amelyek szűk keresztmetszetet jelentenek a szállítás számára). Egy másik érv a híd ellen a szicíliai közlekedési infrastruktúra rossz állapota, különösen a vasút és a Messinát Palermóval összekötő A20-as autópálya, valamint a Reggio Calabriát Nápollyal összekötő A2-es autópálya rossz állapota a szárazföldön.
A híd legnagyobb szerkezeti tervezési problémája a híd fedélzetének aerodinamikai stabilitása szél és szeizmikus tevékenység esetén.

## Lásd még
- Szicília–Tunézia-alagút